# 4737 Kiladze
A 4737 Kiladze (ideiglenes jelöléssel 1985 QO6) a Naprendszer kisbolygóövében található aszteroida. Nyikolaj Sztyepanovics Csernih fedezte fel 1985. augusztus 24-én.